# Colura calyptrifolia
Colura calyptrifolia là một loài Rêu trong họ Lejeuneaceae. Loài này được (Hook.) Dumort. mô tả khoa học đầu tiên năm 1835.